# Bronson (Kansas)
Pour les articles homonymes, voir Bronson.
Bronson est une municipalité américaine située dans le comté de Bourbon au Kansas. Lors du recensement de 2010, sa population est de 323 habitants.

## Géographie
Bronson se trouve dans le sud-est du Kansas.
La municipalité s'étend sur 0,43 mille carré (1,11 km2).

## Histoire
En 1875, J. C. Wilson ouvre un bureau de poste à la frontière entre le comté d'Allen et le comté de Bourbon. Il le nomme Wilsonville,.
En 1881, lors de l'arrivée du Missouri Pacific Railroad, le bureau de poste et la bourg sont déplacés plus près des voies. Ils adoptent le nom de Bronson,, en l'honneur de l'avocat et clerc du comté Ira D. Bronson,.

## Démographie
Selon l'American Community Survey de 2018, la population de Bronson est blanche à 95 %, les autres habitants étant métisses. Si sa population est plutôt jeune, avec un âge médian de 33 ans, la ville connait un taux de pauvreté de 18,1 %, supérieur à la moyenne nationale.